# U-149
U-149 — малая немецкая подводная лодка типа II-D для прибрежных вод, времён Второй мировой войны. Заводской номер 278.
Введена в строй 13 ноября 1940 года. Входила в 1-ю флотилию, с 1 января 1941 года находилась в 22-й флотилии. Совершила один боевой поход, потопила один боевой корабль - советскую подводную лодку М-99 (206 т). В 1945 году U-149 была передана британскому военному флоту.